# Love, Victor
Love, Simon
Love, Victor, ou Avec amour, Victor au Québec, est une série télévisée américaine en 28 épisodes de 24-31 minutes, créée par Isaac Aptaker et Elizabeth Berger, diffusée entre le 17 juin 2020 et le 15 juin 2022 sur le service Hulu et en simultané sur Disney+ pour la troisième saison.
Il s'agit d'un spin-off télévisé du film Love, Simon de Greg Berlanti, lui-même adapté du roman Moi, Simon, 16 ans, Homo sapiens de Becky Albertalli. Se déroulant dans le même univers que le film, la série suit le quotidien d'un autre adolescent, Victor, traversant des épreuves similaires à celle de Simon Spier, le héros du film, qui l'aide en lui donnant des conseils.
Au Canada et dans les pays francophones, la série a été diffusée entre le 23 février 2021 et le 15 juin 2022 sur le service Disney+, via l'extension Star.

## Synopsis
Victor est un nouvel étudiant au lycée Creekwood dans la banlieue d'Atlanta. Entrant dans l'adolescence, il va faire face à plusieurs épreuves à la maison et au lycée, tout en essayant de comprendre son orientation sexuelle.
Il se décide à contacter Simon Spier, un ancien étudiant de Creekwood qui a traversé des épreuves similaires à son âge.

## Distribution

### Acteurs principaux
- Michael Cimino (VF : Julien Crampon) : Victor Salazar
- Rachel Hilson (VF : Justine Berger) : Mia Brooks
- Anthony Turpel (VF : Oscar Douieb) : Felix Westen
- Bebe Wood (VF : Maryne Bertieaux) : Lake Meriwether
- Mason Gooding (VF : Jim Redler) : Andrew Spencer
- George Sear (VF : Clément Moreau) : Benjamin « Benji » Campbell
- Isabella Ferreira (VF : Ludivine Maffren) : Pilar Salazar
- Mateo Fernandez (VF : Emmylou Homs) : Adrian Salazar
- James Martinez (VF : Marc Arnaud) : Armando Salazar
- Ana Ortiz (VF : Véronique Alycia) : Isabel Salazar
- Anthony Keyvan (VF : Alexis Gilot) : Rahim (saison 3, récurrent saison 2)
- Ava Capri (VF : Alexia Papineschi) : Lucy (saison 3, récurrente saison 2)

Crédité dans la distribution principale uniquement lors du générique de fin, Nick Robinson prête sa voix à Simon Spier, reprenant le rôle qu'il tenait dans le film Love, Simon. Il apparaît également physiquement dans le huitième épisode de la première saison et dans le dixième épisode de la deuxième. En version française, il est doublé par Gauthier Battoue.

### Acteurs récurrents
- Mekhi Phifer (VF : Daniel Lobé) : Harold Brooks
- Charlie Hall (VF : Aurélien Raynal) : Kieran
- AJ Carr (VF : Antoine Ferey) : Teddy
- Sophia Bush (VF : Barbara Delsol) : Veronica (saisons 1 et 2, invitée saison 3)
- Lukas Gage (VF : Hugo Brunswick) : Derek (saison 1, invité saison 2)
- Leslie Grossman (VF : Juliette Poissonnier) : Georgina Meriwether (invitée saisons 1 à 3)
- Andy Richter (VF : Jacques Bouanich) : coach Ford (invité saisons 1 à 3)
- Beth Littleford (VF : Martine Irzenski) : Sarah (invitée saisons 1 et 2)
- Betsy Brandt (VF : Claire Guyot) : Dawn Westen (saisons 2 et 3)
- Julie Benz (VF : Laura Blanc) : Shelby (saison 2)
- Kevin Rahm (VF : Pierre Tessier) : Mr. Campbell (invité saisons 2 et 3)
- Nico Greetham (VF : Arthur Raynal) : Nick (saison 3)
- Tyler Lofton (VF : Jonathan Gimbord) : Connor (saison 3)

### Invités deLove, Simon
- Natasha Rothwell (VF : Corinne Wellong) : Mme Albright (saison 1, épisode 1)
- Keiynan Lonsdale (VF : Simon Koukissa-Barney) : Abraham « Bram » Greenfeld (saison 1, épisode 8)
- Josh Duhamel (VF : Alexis Victor) : Jack Spier (saison 2, épisode 3)

 Source et légende : version française (VF) sur RS Doublage

## Production

### Développement
En avril 2019, The Walt Disney Company, qui vient d'acquérir la 20th Century Fox, annonce la commande d'une série télévisée basée sur le film Love, Simon à destination du service Disney+ et produite par 20th Century Fox Television. Il est précisé que la série ne sera pas basée sur Leah à contretemps, suite du roman dont le film est adapté, mais mettra en scène une histoire inédite avec de nouveaux personnages tout en se déroulant dans le même univers que le film.
Parallèlement, toujours à la suite du rachat de 20th Century Studios, le studio hérite de la majorité du service de streaming Hulu. Il est alors décidé que Disney+ se concentrera sur des programmes jeunesses et familiaux et que Hulu diffusera les productions plus matures. Il est donc annoncé en février 2020 que la série sera finalement déplacé sur Hulu, comme la série High Fidelity avant elle.
La nouvelle du déplacement de la série est plutôt accueillie froidement par la presse et le public, notamment par la communauté LGBT, voyant dans la décision de Disney comme un refus d'imaginer qu'une série mettant en scène un adolescent homosexuel puisse être visionné en famille. La société précisera que le déplacement de la série est dû a des scènes de consommations d'alcool et de drogues et non à cause de l'homosexualité du personnage, le service proposant des séries abordant cette thématique (High School Musical : La Comédie musicale, la série et Journal d'une Future Présidente).
La série est renouvelée pour une deuxième saison, annoncée le 7 août 2020 et dont la sortie a lieu le 11 juin 2021. Un mois après le lancement de cette seconde saison, en juillet 2021, le service annonce le renouvellement de la série pour une troisième saison. En février 2022, Hulu annonce que la troisième saison sera la dernière et fixe sa sortie pour le 15 juin 2022. En avril 2022, le service dévoile que la troisième saison sera également mise en ligne sur Disney+ aux États-Unis. Les deux premières saisons seront également proposée sur le service à la même date, la société revenant donc sur la décision qu'elle avait prise en 2020.

### Distributions des rôles
En juin 2019, Ana Ortiz rejoint la distribution pour le rôle d'Isabel, la mère de Victor. Quelques mois plus tard, le reste de la distribution est dévoilé avec notamment Michael Cimino dans le rôle de Victor.
Il est alors dévoilé que Nick Robinson reprendra le rôle de Simon Spier, qu'il tenait déjà dans Love, Simon, mais uniquement en tant que narrateur. L'acteur signe également pour participer à la production de la série.
En août 2019, Rachel Naomi Hilson rejoint la distribution pour remplacer Johnny Sequoyah dans le rôle de Mia. Le choix de changer d'actrice est dû à une nouvelle direction créative.

### Tournage
Le tournage de la série se déroule à Los Angeles.

### Musique
En juin 2020, Hollywood Records publie un EP contenant des chansons interprétées par des artistes de la communauté LGBT et entièrement co-écrites par Leland pour la première saison de la série,.
| 1.   | Somebody Tell Me (Theme song from Love, Victor) | Tyler Glenn    | 2:48 |
| 2.   | Athlete                                         | Greyson Chance | 2:37 |
| 3.   | God, This Feels Good                            | Isaac Dunbar   | 3:18 |
| 9:18 |                                                 |                |      |

Un album contenant une sélection des chansons de la deuxième saison est publié en juin 2021, également par Hollywood Records.
| 1.    | Heaven Is a Hand to Hold | Duncan Laurence              | 2:41 |
| 2.    | She Said                 | Fletcher                     | 2:47 |
| 3.    | FYI                      | Serpentwithfeet              | 3:24 |
| 4.    | Young Love               | Carlie Hanson et George Sear | 3:06 |
| 5.    | Windows                  | Tayla Parx                   | 3:16 |
| 6.    | Horizontal               | Alice Longyu Gao             | 2:59 |
| 7.    | Private Life             | Allie X                      | 4:23 |
| 8.    | Infinity                 | Fancy Hagood                 | 3:10 |
| 25:49 |                          |                              |      |

## Épisodes
| Saisons | Saisons | Nombre d'épisodes | Diffusion originale | Diffusion sur Star | Diffusion sur Star |
| Saisons | Saisons | Nombre d'épisodes | Diffusion originale | Début de saison    | Fin de saison      |
| ------- | ------- | ----------------- | ------------------- | ------------------ | ------------------ |
|         | 1       | 10                | 17 juin 2020        | 23 février 2021    | 16 avril 2021      |
|         | 2       | 10                | 11 juin 2021        | 18 juin 2021       | 20 août 2021       |
|         | 3       | 8                 | 15 juin 2022        | 15 juin 2022       | 15 juin 2022       |

### Première saison (2020)
Composée de dix épisodes, elle est mise en ligne intégralement le 17 juin 2020 sur Hulu aux États-Unis puis diffusée entre le 23 février 2021 et le 16 avril 2021 sur Disney+ dans le reste du monde.
1. Bienvenue à Creekwood (Welcome to Creekwood)
2. Soirée code couleur (Stop Light Party)
3. La Battle des groupes (Battle of the Bands)
4. La vérité blesse (The Truth Hurts)
5. Joyeux anniversaire ! (Sweet Sixteen)
6. Soirée romantique à Creekwood (Creekwood Nights)
7. Road Trip (What Happens In Willacoochee)
8. Voyage et Découvertes (Boys' Trip)
9. C'est qui B ? (Who the Hell is B)
10. Le Bal (Spring Fling)

### Deuxième saison (2021)
Composée de dix épisodes, elle est mise en ligne intégralement le 11 juin 2021 sur Hulu aux États-Unis et est diffusée du 18 juin 2021 au 20 août 2021 sur Disney+ dans le reste du monde.
1. Parenthèse d’été (Perfect Summer Bubble)
2. La Rentrée (Day One, Take Two)
3. De cause à effet (There’s No Gay in Team)
4. Escapade amoureuse (The Sex Cabin)
5. Trouver sa place (Gay Gay)
6. Sincèrement, Rahim (Sincerely, Rahim)
7. Une table pour quatre (Table for Four)
8. Le Lendemain (The Morning After)
9. L'École buissonnière (Victor’s Day Off)
10. Ferme les yeux (Close Your Eyes)

### Troisième saison (2022)
Composée de huit épisodes, cette dernière saison a été mise en ligne intégralement le 15 juin 2022 sur Hulu et Disney+ aux États-Unis et sur Disney+ à l'internationale.
1. C'est toi (It's You)
2. Ça bouge à Creekwood High (Fast Times At Creekwood High)
3. Le Nouvel Ami (The Setup)
4. Tu veux ? (You Up?)
5. Lucas et Diego (Lucas and Diego)
6. L'Agent du chaos (Agent Of Chaos)
7. Le Prix gay (The Gay Award)
8. Courageux (Brave)

## Accueil

### Critiques
Lors de sa mise en ligne, la première saison de la série reçoit un accueil principalement positif de la part de la critique. Sur le site agrégateur de critiques professionnelles Rotten Tomatoes, elle recueille 90 % de critiques positives, avec une note moyenne de 7,13/10 sur la base de 49 critiques collectées, lui permettant d'obtenir le statut « Frais », le certificat de qualité du site.
Le consensus critique établi par le site résume : « Michael Cimino est charmant dans Love, Victor, un spin-off sincère et doux — qui ne prend pas de risques — avec beaucoup de cœur ».
Le Parisien considère la première saison comme « gentillette » et que la série « trouve enfin sa voix » lors de la deuxième saison et « s'impose comme un des titres les plus réjouissants de l'offre de Disney + ». Elle reçoit la note de 4/5.